# Корнудо палаванський
Корнудо палаванський (Batrachostomus chaseni) — вид дрімлюгоподібних птахів родини білоногових (Podargidae).

## Етимологія
Вид названий на честь британського зоолога Фредеріка Наттера Чейзена.

## Поширення
Ендемік Філіппін. Трапляється на острові Палаван та Каламіанських островах. Мешкає у тропічних та субтропічних дощових лісах.